# دنیل ری اینج
دنیل ری اینج (انگلیسی: Danny Ainge؛ زادهٔ ۱۷ مارس ۱۹۵۹) بازیکن بسکتبال اهل ایالات متحده آمریکا است.
از فیلم‌ها یا برنامه‌های تلویزیونی که وی در آن نقش داشته‌است می‌توان به هرج و مرج فضایی اشاره کرد.
از باشگاه‌هایی که در آن بازی کرده‌است می‌توان به پورتلند تریل بلیزرز، ساکرامنتو کینگز، تورنتو بلو جیز، بوستون سلتیکس، و فینیکس سانز اشاره کرد.